# Galeffi (cantante)
Galeffi, pseudonimo di Marco Cantagalli (Roma, 19 maggio 1991), è un cantautore italiano.

## Carriera
Nel 2013 partecipa alla prima edizione di Voice of Italy, cantando Candy di Paolo Nutini e venendo selezionato da Piero Pelù. In seguito arriva ai live show, finendo poi eliminato nella nona puntata.
Il 26 ottobre 2017 esce il suo primo singolo Occhiaie venendo conosciuto con il suo nome d'arte Galeffi, che altro non è che il cognome della madre.  Il 24 novembre 2017 pubblica per le etichette Maciste Dischi e Warner/Chappell Music il suo primo album in studio Scudetto. A seguito della pubblicazione dell'album ad aprile 2018 intraprende un tournée a livello nazionale chiamato Un'estate italiana.
Il 1º maggio 2018 partecipa al concerto in piazza San Giovanni a Roma e a fine mese al MI AMI Festival. Il 16 giugno prende parte all'Albori Festival e il 17 luglio al Woodoo Fest. Ad agosto si esibisce al Sziget Festival. ll 17 settembre 2018 partecipa al concerto collettivo organizzato dalla Maciste Dischi in cui partecipano tutti i cantanti dell'etichetta tra cui Gazzelle, Canova, MOX, Fulminacci, Siberia e Diamine.
Il 9 novembre 2018 pubblica i singoli Uffa e Mai Natale, intraprendendo anche un secondo tour nazionale chiamato Golden Goal Tour. Il 30 dicembre collabora al singolo Malati d'amore, realizzato per Universal Music/INRI dai Kaufman.
Il 6 novembre 2019 pubblica il singolo Cercasi amore, primo estratto che anticipa il suo secondo album. Successivamente, il 12 dicembre 2019 pubblica il singolo America, seguito il 10 gennaio 2020 dal terzo singolo Dove non batte il sole e il 28 febbraio 2020 dall'ultimo singolo Settebello che precede l'uscita dell'omonimo album. Il secondo album Settebello, prodotto da prodotto dai Mamakass, programmato in uscita con l'etichetta Polydor/Universal Music il 13 marzo 2020, e pubblicato il 20 marzo 2020. Ad ottobre riceve il Premio MEI 2020 per il miglior disco dell'anno. Il 27 novembre ha pubblicato il singolo Il regalo perfetto, che viene incluso nella riedizione dell'album Settebello.

## Discografia

### Album in studio
- 2017 – Scudetto
- 2020 – Settebello
- 2022 – Belvedere

### Singoli
Come artista principale
- 2017 – Occhiaie
- 2018 – Uffa
- 2018 – Mamihlapinatapai
- 2018 – Mai Natale
- 2019 – Cercasi amore
- 2019 – America
- 2020 – Dove non batte il sole
- 2020 – Settebello
- 2020 – Monolocale
- 2020 – Il regalo perfetto
- 2022 – Appassire
- 2022 – Divano nostalgia
- 2022 – Dolcevita
- 2023 – NIRVANA VAN GOGH

Come artista ospite
- 2019 – Malati d'amore (con Kaufman)
- 2023 – Venezia (con Bais)

### Collaborazioni
- 2021 – Lo Stato Sociale feat. Galeffi, Simon Says! - Dimmi prima le cattive (in Lodo)